# اریستیدیس راپاناکیس
اریستیدیس راپاناکیس (یونانی: Αριστίδης Ραπανάκης؛ زادهٔ ۱ ژانویهٔ ۱۹۵۴) قایقران قایق بادبانی اهل یونان است.